# ناتاشا كرم
ناتاشا كرم هي ممثلة أيرلندية سعودية المولد. اشتهرت بأدوارها مثل ياسمين "جاز" خان في مسلسل الشجاع [الإنجليزية] ومرجان مرواني في 9-1-1: النجم الوحيد.

## الخلفية
ولدت كرم في جدة، حيث تمركزت عائلتها، لأم إيرلندية شمالية وأب لبناني فرنسي. انتقلت عائلتها عندما كان كرم يكبر. الأماكن التي عاشت فيها شملت إيرلندا،  المملكة العربية السعودية، الأردن، البحرين، ودبي. أكملت كرم دراستها في كلية دبي [الإنجليزية] عام 2012. ذهبت للدراسة في معهد المدينة الأدبي [الإنجليزية] في لندن، وتخرجت عام 2014

## المسيرة المهنية
بدأت كرم مسيرتها التمثيلية عام 2017، من خلال ظهورها لمرة واحدة في المسلسل التلفزيوني شاهد صامت [الإنجليزية] وأرض الوطن، إلى جانب ظهورها في الفيلم التلفزيوني عيد الحب مرة أخرى. حصلت على أول دور رئيس لها في وقت لاحق من ذلك العام، عندما تقمصت دور الرقيب ياسمين "جاز" خان في المسلسل الدرامي العسكري الشجاع،  والذي استمر لموسم واحد يتكون من 13 حلقة على قناة إن بي سي.
وفي عام 2018 ظهرت كرم في فيلم سرقة الإعصار [الإنجليزية]، وفي عام 2019 ظهرت في إحدى حلقات الموسم الـ34 من المسلسل التلفزيوني الخسائر. منذ عام 2020، كانت جزءًا من فريق التمثيل الرئيس لمسلسل الدراما الإجرائية 9-1-1: النجم الوحيد في شبكة فوكس التلفزيونية، حيث لعبت دور رجل الإطفاء مرجان مرواني. كما ظهرت كرم في فيلم الحرس القديم لعام 2020 على نتفليكسوالذي لعبت فيه دور ديزي.

## فيلموغرافيا

### فيلم
| سنة  | عنوان                     | دور  | ملحوظات |
| ---- | ------------------------- | ---- | ------- |
| 2018 | سرقة الإعصار [الإنجليزية] | لوري |         |
| 2020 | الحرس القديم              | دائِخ |         |

### أفلام تلفزيونية
| سنة  | عنوان             | دور    | ملحوظات |
| ---- | ----------------- | ------ | ------- |
| 2017 | عيد الحب مرة أخرى | ميليسا |         |

### مسلسلات تلفزيونية
| سنة                   | عنوان                  | دور              | ملحوظات                   |
| --------------------- | ---------------------- | ---------------- | ------------------------- |
| 2017                  | شاهد صامت [الإنجليزية] | تمارا            | الحلقة: “الهوية: الجزء 1” |
| 2017                  | أرض الوطن              | مينا بيكر        | الحلقة: “ العهد ”         |
| 2017-2018             | الشجاع                 | ياسمين "جاز" خان | مسلسل عادي                |
| 2019                  | الخسائر                | أمبي بوسنال      | الحلقة رقم 34.14          |
| 2020 إلى الوقت الحاضر | 9-1-1: النجم الوحيد    | مرجان مرواني     | دور أساسي                 |

## روابط خارجية
- ناتاشا كرم على موقع IMDb (الإنجليزية)